# Ром Кихот
„Ром Кихот“ е български документален филм от 2013 г. Режисьори на филма са Нина Пехливанова и Петя Накова.
Премиерата на филма се състои на 10 октомври 2013 г. по време на фестивала за документално кино Sofia Biting Docs. Идеята за филма тръгва от проучванията за книгата „Проповедникът и Черния кон“ на Петя Накова. Впоследствие част от героите на филма се променят, както и замисления сюжет.

## Персонажи
Действието се развива в ромската махала в Кюстендил. Снимките продължават повече от една година, като започват в новогодишната нощ и проследява живота на четирима от жителите на махалата. Главният герой е Валери Леков, който работи като редактор в Българско национално радио, Програма „Христо Ботев“. Автор е на сатирични стихове и играе в самодейна актьорска група. Далила е ученичка в техникума по фризьорство в Кюстендил. Светла е бесарабска българка от Украйна, която се е омъжила за Живко – ром от махалата в Кюстендил.

## Награди
- През 2014 г. филмът е номиниран за награда в категория „Дебют“ от Българската филмова академия.[4]